# 鬼咁夠運
《鬼咁夠運》（英語：Encounter with Fortune）是香港無綫電視1983年的電視連續劇，全劇共20集，監製鄒世孝，主要演員有鄭則士、葉德嫻、洋、梁朝偉、周秀蘭、李香琴等。
本劇曾於TVB經典台重播及於2017年9月15日在TVB星河頻道重播。

## 劇情
方正（ 于洋飾 ）與王小明（ 鄭則仕飾 ）本是好友，但小明被雷仲堅（ 關海山飾 ）害死，冤魂不散誓要報仇，先將自己本來的20年大運轉給正，逼正答應待兒子長大後要為自己報仇，正抗拒無從，但小明卻誤打誤撞，錯將大運轉給正的妻子顧芷薇（ 葉德嫻飾 ），芷薇因而成為一位歌手。正的兒子方振寧（ 梁朝偉飾 ）長大後與仲堅的外孫女江靜宜（ 周秀蘭飾 ）相戀，卻被小明迷著而失去本性，謀害仲堅一家，正試圖阻止反被小明害死，最後小明覺悟放過仲堅並投胎轉世，而振寧亦恢復本性。

## 演員表
- 王小明（鄭則士）
- 顧芷薇（葉德嫻）
- 方　正（洋）
- 方振寧（梁朝偉）
- 江靜宜（周秀蘭）
- 羅　芬（李香琴）
- 雷仲堅（關海山）
- 江志滔（劉江）
- 楊守義（許紹雄）
- 楊達文（關禮傑）
- 王佩珊（陳嘉賢）
- 程可為
- 梅蘭
- 雷夢娜（黃文慧）
- 羅致通（談泉慶）
- 王大風（何貴林）
- 曾百濤（羅國維）
- 金大知（譚一清）
- 葉　婷（陳復生）
- 曾國松（羅偉平）
- 洪花心（駱應鈞）
- 第15集唱片店店員（石魏雲）
- 第17集CID警員（李子雄）
- 導演（陳百燊）
- 舞台設計師（連偉健／連晉）
- 舞台設計師（吳廷燁）
- 第18集銀行大班 (駱恭)
- 学    生（曾華倩）
- 片場茄哩啡 (凌漢)
- 第19集記者 (商天娥)
- 第19集記者 (吳啟華)
- 第19集記者 (龍炳基)
- 第20集跑龍套 (曾楚霖)

## 電視節目的變遷
| 英屬香港無綫電視翡翠台 逢星期一至五 19:05-20:00 | 英屬香港無綫電視翡翠台 逢星期一至五 19:05-20:00 | 英屬香港無綫電視翡翠台 逢星期一至五 19:05-20:00 |
| ----------------------------------------------- | ----------------------------------------------- | ----------------------------------------------- |
|                                                 | 鬼咁夠運 （1983.07.11 - 1983.08.05）            |                                                 |
| 警花出更 （1983.06.13 - 1983.07.08）            | 三相逢 （1983.08.08 - 1983.09.02）              |                                                 |